# Ain Chouater
Ain Chouater (en àrab عين الشواطر, ʿAyn ax-Xwāṭr; en amazic ⵄⵉⵏ ⵛⵡⴰⵟⵕ) és una comuna rural de la província de Figuig, a la regió de L'Oriental, al Marroc. Segons el cens de 2014 tenia una població total de 1.006 persones.